# Voz crítica
La voz crítica (voz crítica interior o crítico interno) es un concepto utilizado en la psicología popular y la psicoterapia para referirse a una subpersonalidad que juzga y degrada una persona.
Es un concepto similar en muchas maneras al Freudiano superego como censor inhibidor, o el negativo animus de Jung. La crítica interior es normalmente experimentada como una voz interna que ataca a la persona, diciendo que él o ella es mala, indigna, inadecuada, sin valor, culpable, etc.

## Características
La voz crítica a menudo produce sentimientos de vergüenza, deficiencia, baja autoestima, y depresión. Puede también ser causa de duda interna y socavar la autoconfianza.

## Relación con la autoestima
Las personas con baja autoestima tienden a tener una crítica patológica más viciosa y expresiva. McKay afirma que todo el mundo tiene ciertas necesidades básicas. La necesidad de sentirse:
1. Seguro y libre de temor.
2. Efectivo y competente en el mundo.
3. Aceptado por sus padres y seres queridos.
4. Portador de una sensación de valía personal y bienestar en la mayoría de las situaciones.

Las personas con una autoestima suficiente tienden a tener estrategias muy diversas para satisfacer estas necesidades que no tienen las personas con baja autoestima. Sin embargo, las personas con baja autoestima recurren a menudo a la crítica para ayudarles a afrontar los sentimientos de ansiedad, desamparo, rechazo e insuficiencia. Paradójicamente, mientras que la crítica golpea, también hace sentirse mejor. Según McKay, el precio por el apoyo de la crítica es alto y socava el sentimiento de valía. Pero mediante de reforzamiento de conducta se sigue escuchando la crítica para sentirse un poco menos ansioso, menos incompetente, menos impotente o menos vulnerable a los demás.

### Necesidades que satisface la crítica
McKay explica que mediante el refuerzo o reforzamiento positivo la crítica palía las siguientes necesidades. Al lado se detalla la forma en que palía esas necesidades.
- Necesidad de hacer el bien. Si no se siguen las reglas/valores habrá el caos. «La crítica le ayuda, pues, a seguir las reglas. Le dice lo malo y perverso que es cada vez que quebranta una regla o siente la tentación de hacerlo. Le arenga una y otra vez que intente «hacer el bien».»
- Necesidad de sentirse bien. Obtiene la valía personal mediante la comparación y fijando altos estándares. O para sentirse aceptado por unas padres críticos.
- Necesidad de rendir. Se consiguen los objetivos cuando se es estimulado. «El estándar es imposible, pero mientras la crítica le impulsa a ser perfecto usted deja de sentirse inepto y desesperado. Usted siente, en cambio, una especie de omnipotencia: con sólo que trabajase lo suficiente, se azuzase lo suficiente, luchase lo suficiente para transformarse, todo sería posible.»

Y mediante el refuerzo o reforzamiento negativo se palía la necesidad de controlar sentimientos dolorosos:
- Sentirse carente de valor. Fija estándares imposibles para compensar este sentimiento. De esa forma impulsa a la persona a buscar esos estándares y dejar de sentirse inepto y desesperado.
- Temor al fracaso. La voz crítica quita la ansiedad al temor. «Tan pronto como socava su confianza hasta el punto de hacerle abandonar sus planes de cambio, se ve reforzada por su sensación de alivio.»
- Miedo al rechazo.
- Cólera. McKay afirma que como sentir cólera hacia los demás es temible, mejor hacia uno mismo y así se reduce la ansiedad de atacar a otra persona.
- Culpa. La sensación de expiación alivia.
- Frustración. Atacarse a uno mismo para bajar la tensión y la frustración.

### Desarme de la crítica
Entre los métodos que propone McKay para desarmar la crítica, que difiere del de otros autores, destacan primero desenmascar su propósito y la necesidad que ayuda a paliar, y posteriormente responder mediante afirmaciones de Howitzer, trabajando frases sobre la valía de la persona.